# Batalla de Neuve Chapelle

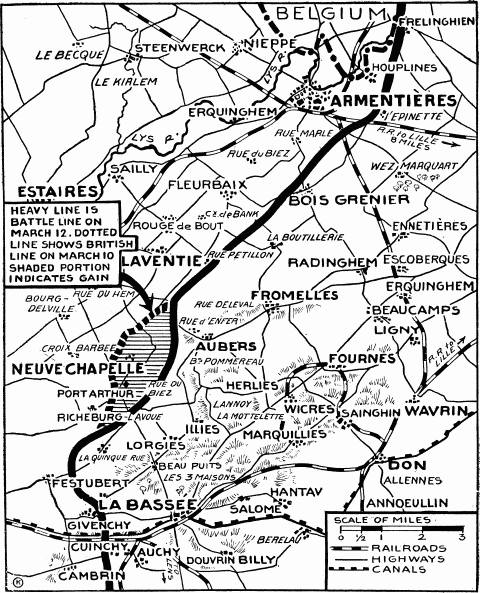
mapa que muestra la zona capturada por los británicos.

Las batallas de Neuve Chapelle y Artois fue una batalla de la Primera Guerra Mundial. Fue una ofensiva británica en la región de Artois que atravesó hasta Neuve Chapelle, pero fueron incapaces de aprovechar esa ventaja. 
La batalla comenzó el 10 de marzo de 1915. 
En aquel momento, un enorme flujo de tropas británicas había aliviado en cierta medida la situación de Francia en Flandes y permitía una línea continua británica que se extendía desde Langemarck hasta Givenchy. 
El objetivo último de la batalla era causar una ruptura en las líneas enemigas que más tarde podría explotarse con un asalto a la cordillera de Aubers y posiblemente incluso Lille, un importante centro de comunicaciones del enemigo. 
También se había planeado un asalto francés en la cordillera de Vimy, pero la situación en Champaña-Ardenas obligó a posponer esta parte de la operación. Esta era la primera vez que la fotografía aérea desempeñó un papel prominente en una batalla importante. 
Toda la línea alemana fue fotografiada desde el aire.
- Datos: Q2331555
- Multimedia: Battle of Neuve Chapelle / Q2331555